# Niles Welch
Pour les articles homonymes, voir Welch.
Niles (Eugene) Welch est un acteur américain (parfois crédité Niles Welsh), né le 29 juillet 1888 à Hartford (Connecticut), mort le 21 novembre 1976 à Laguna Niguel (Californie).

## Biographie
Au cinéma, Niles Welch tourne soixante-cinq films muets américains sortis entre 1913 et 1927 (avant un ultime film muet canadien sorti en 1928).
Parmi eux, mentionnons The Gulf Between de Wray Bartlett Physioc (le premier en Technicolor, 1917, avec Grace Darmond), Stepping Out de Fred Niblo (1919, avec Enid Bennett), The Sin of Martha Queed d'Allan Dwan (1921, avec Mary Thurman et Joseph J. Dowling) et Wine of Youth de King Vidor (1924, avec Eleanor Boardman).
Après le passage au parlant, il apparaît — souvent non crédité — dans soixante autres films américains entre 1931 et 1940, dont Révolte au zoo de Rowland V. Lee (1933, avec Loretta Young et Gene Raymond) et le serial Le Cavalier miracle de B. Reeves Eason et Armand Schaefer (1935, avec Tom Mix).
Au théâtre, Niles Welch joue notamment une fois à Broadway (New York) en 1926, dans la pièce The Donovan Affair d'Owen Davis (avec Ray Collins et Paul Harvey).

## Filmographie partielle

### Période du muet (1913-1928)
- 1913 : Love's Quarantine de Wilfrid North (court métrage) : le faux policier
- 1915 : L'Abandonnée (Emmy of Stork's Nest) de William Nigh : Benton Cabot
- 1916 : Merely Mary Ann de John G. Adolfi
- 1916 : The Crucial Test de John Ince et Robert Thornby : Vance Holden
- 1916 : Miss George Washington de J. Searle Dawley : Cleverley Trafton
- 1917 : The Gulf Between de Wray Bartlett Physioc : Richard Farrell
- 1917 : Le Secret de Dolly (The Secret of the Storm Country) de Charles Miller : Frederick Graves
- 1919 : Little Comrade de Chester Withey
- 1918 : The Gates of Gladness d'Harley Knoles : Myron Leeds
- 1919 : À l'ombre du bonheur (Stepping Out) de Fred Niblo : le mari
- 1919 : Jane Goes A-Wooing de George Melford : Monty Lyman
- 1919 : The Virtuous Thief de Fred Niblo : Bobbie Baker
- 1919 : Beckoning Roads de Howard C. Hickman
- 1919 : The Law of Men de Fred Niblo : Denis Connors
- 1920 : The Luck of Geraldine Laird d'Edward Sloman : Dean Laird
- 1920 : The Courage of Marge O'Doone de David Smith : David Raine
- 1921 : The Sin of Martha Queed d'Allan Dwan : Arnold Barry
- 1921 : Sa fille (Reputation) de Stuart Paton : Jimmie Dorn
- 1921 : Le Pirate (The Cup of Life) de Rowland V. Lee : Roy Bradley / Warren Bradford
- 1922 : Reckless Youth de Ralph Ince : John Carmen
- 1922 : Pauvre Riche (Rags to Riches) de Wallace Worsley : Dumbbell alias Ralph Connor
- 1922 : Why Announce Your Marriage ? d'Alan Crosland
- 1923 : L'Enfant de la balle (en) (Sawdust) de Jack Conway : Phillip Lessoway
- 1924 : The Whispered Name de King Baggot : John Manning
- 1924 : Wine of Youth de King Vidor : Robert (1897)
- 1925 : The Girl on the Stairs de William Worthington : Frank Farrell
- 1925 : A Little Girl in a Big City de Burton L. King : Jack McGuire
- 1925 : The Substitute Wife de Wilfrid North :Lawrence Sinton
- 1926 : In Borrowed Plumes de Victor Halperin : Philip Dean
- 1927 : Spider Webs de Wilfrid North : Bert Grantland

### Période du parlant (1931-1940)

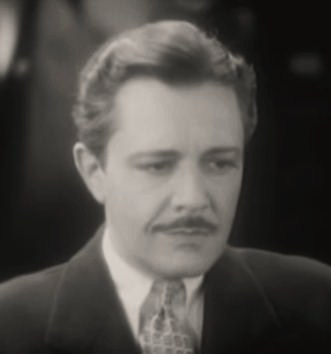
Dans The Phantom (1931)

- 1931 : The Phantom d'Alan James : Sam Crandall
- 1931 : Manhattan Parade de Lloyd Bacon : Frank Harriman
- 1932 : The Famous Ferguson Case de Lloyd Bacon : le journaliste Jeff Haines
- 1932 : Les Titans du ciel (Hell Divers) de George W. Hill : un lieutenant-commandant
- 1932 : Border Devils, de William Nigh
- 1932 : Cross-Examination de Richard Thorpe : Warren Slade
- 1933 : Ralph le vengeur (The Wolf Dog) de Colbert Clark et Harry L. Fraser (serial) : Mason
- 1933 : Révolte au zoo (Zoo in Budapest) de Rowland V. Lee : M. Vandor
- 1933 : Un rêve à deux (Let's Fall in Love) de David Burton : Archie Frost
- 1934 : Cross Streets de Frank R. Strayer : Jerry Grattan
- 1934 : Voici la marine (Here Comes the Navy) de Lloyd Bacon : un officier de l'USS Arizona
- 1934 : The Show-Off de Charles Reisner
- 1934 : Le Comte de Monte-Cristo (The Count of Monte Cristo) de Rowland V. Lee : un agent de Villefort
- 1935 : Bureau des épaves (Stranded) de Frank Borzage : un ingénieur à la sécurité
- 1935 : The Singing Vagabond de Carl Pierson : le juge Forsythe Lane
- 1935 : Le Cavalier miracle (The Miracle Rider) de B. Reeves Eason et Armand Schaefer (serial) : Metzger
- 1935 : Sur le velours (Living on Velvet) de Frank Borzage : l'aide du major
- 1936 : Sa femme et sa secrétaire (Wife vs. Secretary) de Clarence Brown : Tom Axel
- 1936 : Empty Saddles de Lesley Selander : Jasper Kade
- 1936 : La Vie de Louis Pasteur (The Story of Louis Pasteur) de William Dieterle : un messager

## Théâtre à Broadway
- 1926 : The Donovan Affair d'Owen Davis : David Cornish

## Note et référence
1. ↑  Cette pièce est adaptée au cinéma en 1929 sous le même titre original (titre français : L'Affaire Donovan).